# حولاية
حولاية قرية في ناحية الفرقلس التابعة لمنطقة حمص في محافظة حمص في سورية.